# Ende der Geschichte
Der Begriff Ende der Geschichte (englisch End of History) wurde vom Politikwissenschaftler Francis Fukuyama durch einen im Sommer 1989 veröffentlichten Artikel in der Zeitschrift The National Interest und ein Buch mit diesem Titel (The End of History and the Last Man, 1992) popularisiert. Er führte zu Kontroversen bis in die Leitartikel diverser Zeitungen. Fukuyama wiederholt insbesondere Gedanken, die Alexandre Kojève in den 1930er und 40er Jahren formuliert hatte. Dieser hatte eine sehr eigenwillige, in Frankreich aber epochale Hegeldeutung vorgelegt.

## Zur These
Fukuyama vertrat die These, dass sich nach dem Zusammenbruch der UdSSR und der von ihr abhängigen sozialistischen Staaten bald die Prinzipien des Liberalismus in Form von Demokratie und Marktwirtschaft endgültig und überall durchsetzen würden. Die Demokratie habe sich deshalb als Ordnungsmodell durchgesetzt, weil sie das menschliche Bedürfnis nach sozialer Anerkennung relativ gesehen besser befriedige als alle anderen Systeme. Mit dem Sieg dieses Modells ende der Kampf um Anerkennung und es entfalle das Antriebsmoment der Geschichte. Trotz allen Lobes für das demokratische Modell westlicher Prägung verschweigt Fukuyama aber nicht die Unzulänglichkeiten des liberaldemokratischen Modells, wie soziale Ungleichheit, und er prognostiziert auch keinen schnellen und globalen Sieg der Demokratie. Später räumte er ein, dass in islamischen Ländern wie z. B. Saudi-Arabien eine andere Dynamik herrsche (siehe auch Islamismus). Er schrieb im Jahr 2008:

“Democracy’s only real competitor in the realm of ideas today is radical Islamism. Indeed, one of the world’s most dangerous nation-states today is Iran, run by extremist Shiite mullahs.”

„Der einzige wirkliche Konkurrent der Demokratie in der Welt der Ideen ist heute der radikale Islamismus. Einer der gefährlichsten Nationalstaaten der Welt ist heute der Iran, der von extremistischen schiitischen Mullahs regiert wird.“

Das Ende der Geschichte bestehe nun in der Integration und Assimilation nicht-westlicher Kulturen in die westliche Kultur, unter Preisgabe derer Grundsätze zugunsten von Freiheit und Menschenrechten.
Die These Fukuyamas baut unter anderem auf Überlegungen von Karl Marx, Georg Wilhelm Friedrich Hegel, Thomas Hobbes und John Locke auf.
Das Pikante an Fukuyamas Buch ist, dass er mit den Methoden des Marxismus dessen Untergang begründet. Mit dieser Vermischung zweier gegensätzlicher Weltanschauungen stieß er allerdings in beiden Lagern auf vehemente Kritik.

## Zum Buch „Das Ende der Geschichte“
Fukuyama stellt in dem Buch dar, dass sich liberale Demokratie gegen alle anderen real durchgeführten Staats- und Wirtschaftssysteme durchgesetzt habe. Wenn es noch Defizite gibt, dann sind es solche der mangelnden Umsetzung, aber nicht des Prinzips selbst. Er beruft sich auf Hegel und Marx, denen zufolge Geschichte sich in Kämpfen abwickle und zu einem Endzustand gelange. Das Ende der Geschichte heißt nicht, dass dann „keine großen Ereignisse mehr stattfinden, aber dass es keinen weiteren Fortschritt in der Entwicklung grundlegender Prinzipien und Institutionen mehr geben würde, da alle wirklich großen Fragen endgültig geklärt wären.“ Den Hegel- und Marxkritikern des 20. Jahrhunderts, wonach Geschichte chaotisch und partiell destruktiv verliefe, begegnet er beispielsweise aus gegebenem Anlass mit der guten Nachricht vom Ende des Kalten Krieges. Grund für die Annahme einer Universalgeschichte sind die kumulativen Naturwissenschaften, deren Entdeckungen selbst eine unweigerliche natürliche Sache sind, und die für militärische und wirtschaftliche Interessen essentiell sind. Ebenfalls universell ist das menschliche Bedürfnis nach Anerkennung (Hegel). Der Kampf des Menschen gegen die Natur und der Menschen gegeneinander sind die Triebkräfte für Fortschritt und finden ihr friedliches Ende in Kapitalismus und Demokratie.

### Teil I: Eine alte Frage neu gestellt
Zunächst begegnet Fukuyama dem Pessimismus des 20. Jahrhunderts, der auf den Optimismus des 19. folgte aufgrund der Verheerungen der totalitären Systeme. Die Analyse lautet, dass gerade vermeintlich starke, autoritäre Herrschaften sich nicht halten können, da ihre Macht nicht legitimiert ist (was vor allem beim Problem der Nachfolge zutage tritt), Terrorherrschaft nicht auf lange Sicht durchführbar ist und das Wohlstandsniveau in diesen Staaten unter den Erwartungen bleibt. So kam es zwischen 1975 und 1990 im Ostblock, in Lateinamerika und in Südeuropa zum Erodieren diktatorischer Strukturen. Hingegen ist die liberale Demokratie, d. h. „wenn das Volk das Recht hat, in regelmäßig stattfindenden geheimen, allgemeinen und gleichen Wahlen in einem Mehrparteiensystem seine Regierung zu wählen“ und es das „Recht auf freie wirtschaftliche Betätigung und wirtschaftlichen Verkehr auf der Grundlage von Privateigentum und Märkten“ gebe, das Erfolgsmodell am Ende des 20. Jahrhunderts.

### Teil II: Das Alter der Menschheit
Die Idee einer Universalgeschichte beginnt mit den großen Religionen, gewinnt weltliche Plausibilität mit den progressiven und aufeinander aufbauenden Entdeckungen der Naturgesetze und findet bei Hegel ihre große philosophische Formulierung. Das menschliche Machtbegehren schafft sich Sicherheit gegen die Naturbedrohungen und Vorteile im kriegerischen und wirtschaftlichen Wettbewerb sowie angenehmen Konsum. All das gewährleistet ihm zunächst die Kenntnis der Naturwissenschaften; paradoxerweise schafft dabei gerade der Konflikt der Menschen die Vereinheitlichung, da beide Seiten wettrüsten und somit im Niveau gleichziehen. Fukuyama sieht hier eine zwangsläufige Rationalisierung, also Industrialisierung, Urbanisierung, Bildung, Arbeitsteilung und hierarchisch-bürokratische Strukturierung, die traditionelle Strukturen auflöst. Dem entziehen sich nur Staaten, die wettbewerblich außen vor bleiben oder sich durch Reichtum an Bodenschätzen Technologie einkaufen können (wie beispielsweise die islamischen Ölstaaten). Im kapitalistischen Prinzip sieht Fukuyama die stärkste Produktivkraft, die also am meisten militärische Sicherheit und wirtschaftlichen Aufstieg erzeugt und andere Modelle verdrängt. Dieser Prozess dürfte früher oder später auch ‚zurückliegende‘ Länder erfassen, wie es beispielsweise nach dem Zweiten Weltkrieg in Japan und Südkorea der Fall war. Damit einher geht Demokratisierung, da die Wirtschaft ausgebildete Kräfte braucht, die wiederum Partizipation einfordern. Allerdings hat es die Demokratie schwer, wenn die Ausgangssituation von starken ökonomischen oder auch ethnischen Unterschieden geprägt ist. In solchen Fällen haben es – im Sinne des wirtschaftlichen Aufstiegs – Diktaturen erst einmal leichter, starke soziale Ungleichheit zu ändern (beispielsweise durch Enteignung). Man kann das als notwendige Kinderkrankheiten einordnen; freilich gibt es aber auch irrationale interime Anachronismen auf dem Weg des Fortschritts.

### Teil III: Der Kampf um Anerkennung
Menschen wollen nicht nur Wohlstand, sondern auch Freiheit. Neben den materialistischen Gründen gibt es die Triebkraft des „Kampfes ums Anerkanntsein“ (Hegel). Nach Hegel hat der Mensch grundsätzlich, anders als Tiere, ein Selbstwertgefühl und bedarf daher der Bestätigung durch andere Menschen. Das führt zu Herr-Knecht-Verhältnissen. Nach Hobbes und Locke hingegen muss der menschliche Stolz maximal gebändigt werden. Letzteres führt zur Sublimierung in Gewaltenteilung, „checks and balances“, Demokratie und Ventilisierung im Kapitalismus. Nietzsche hat das als Sklavenmoral und Verlust wertvoller Potenz verdammt. Zwischen diesen Polen oszilliert Fukuyamas Betrachtung der Entwicklung zur Demokratie. Jedenfalls trägt der Wunsch nach Anerkennung wesentlich stärker zur Demokratisierung bei als der kapitalistische Aufstieg.

### Teil IV. Der Sprung über Rhodos
Es gibt aber auch spezielle kulturelle Faktoren, die der Demokratisierung förderlich sind:
- Demokratie setzt ein homogenes Volk voraus
- das Christentum (vor allem der Protestantismus) hat die Demokratisierung vorangebracht, während andere Religionen, vor allem der Islam, eher antidemokratisch wirken
- starke ökonomische Ungleichheit hemmt die Demokratisierung
- eine bereits bestehende föderale Struktur (bspw. Fürstentümer im Gegensatz zum zentralistischen Staat)
- ein irrationales Moment an libidinöser Energie für die demokratische Sache ist notwendig

Außerdem braucht es starke Persönlichkeiten sowie nicht zu wenig und nicht zu viel an Traditionskontinuität.
Ebenso gibt es kulturelle Begünstigungen für den Kapitalismus:
- ein quasireligiöses Pflichtgefühl, das Religionen wie der Protestantismus oder der Shintoismus mit sich bringen, während beispielsweise der Hinduismus alles Streben untersagt.
- eine Kultur der Loyalität, des Gruppendenkens, wie sie zum Beispiel in Japan stark ausgeprägt ist.

Fukuyama sieht, dass sich Differenztheorien, nationale, religiöse und ethnische Separatismen angesichts der kapitalistischen Homogenisierung mehren und radikalisieren. Nationalismus folgt zunächst aus Industrialisierung und Demokratisierung – Bildung und Wegfallen von Autokratie lassen natürliche Sprachgrenzen zu Ländergrenzen werden. Nationalismus stabilisiert nach der kapitalistischen Atomisierung und stiftet Identität und Stärke. Fukuyama glaubt aber, dass Nationalismus und Religion bedeutungslos werden. Ein anderes gegenläufiges Moment könnte sein, dass mit zunehmendem Wohlstand die Freizeitbedürftigkeit und Selbstverwirklichung wichtiger wird. Bislang sieht Fukuyama das aber bald wieder von den periodischen Unsicherheiten des Kapitalismus eingeholt. Fukuyama schreibt, dass kulturelle Prägungen sehr entscheidend für Demokratisierung und Kapitalisierung sind – und da sie extrem dominant sind, wird die nähere Zukunft vom Kampf der Kulturen geprägt sein. Eine große Rolle spielt dabei auch die Migration von armen in reiche Länder, die letztlich zur Expansion der westlichen Welt führt.

### Teil V. Der letzte Mensch
Nachdem Fukuyama den möglichen Gang zum Ende der Geschichte beschrieben hat, der fraglos noch lang und beschwerlich sein wird, geht er im letzten Kapitel von Fragen des Endzustands aus. Er verwendet dabei Nietzsches Begriff des Letzten Menschen. Ungelöst bleibt das Verhältnis von Freiheit und Gleichheit, aber die Demokratie schafft es am besten, dies auszutarieren. Ebenso ungelöst bleibt die Frage, wie stark sich eine gesamte Menschheit von anderen Lebewesen abgrenzt, inwieweit also auch Tiere Rechte erlangen.
Außerdem steht zur Frage, ob es in einer Welt der universellen Toleranz und Relativität noch Ehrgeiz, Ambition zu Spitzenleistung gibt, oder nur noch ein banales tierisch-selbsterhaltendes Mittelmaß weitervegetiert. Kojève befürwortet das, Nietzsche geißelt es. Nach Fukuyama läuft es auf eine Gesellschaft hinaus, die ihre nach wie vor existenten aggressiven Energien nicht schöpferischer Arbeit, sondern im leeren Formalismus von Sport jeglicher Art verausgabt. Es bleibt die Fallhöhe, zurück zum Krieg zu degenerieren allein aus Langeweile. Dafür sollte aber insbesondere der Erste Weltkrieg abschreckendes Beispiel sein.

## Kritik
- Kritiker führen ins Feld, dass die liberale Demokratie kein stabiler Endzustand sein kann, da sie voll innerer Widersprüche sei und der Kapitalismus zu viel Leid produziere. Der Kapitalismus erobert nicht nach und nach alle Länder, sondern schafft Ungleichheit auf der Welt, bringt Gewinner und Verlierer hervor. Die westliche Welt hat kein Interesse an der Demokratisierung rohstoffreicher Länder der Dritten Welt (Dependenztheorie). Manche Länder sind ökonomisch oder kulturell so ungleich und abgehängt, dass sie im Wettbewerb keine Aufstiegschance bekommen (oder auch nicht wollen), und das ist auch nicht im Interesse der „Stärkeren“. Es gibt keine weltweite Unsichtbare Hand. Jacques Derrida geht in Spectres de Marx ausführlich auf Fukuyamas Buch ein.[6] Fukuyama beharrt aber auch 25 Jahre später noch darauf, dass sich bislang zumindest keine bessere Staats- und Wirtschaftsform als die liberale Demokratie behaupten konnte.[7] Zu bedenken ist jedoch, dass viele Kritiken an Fukuyamas vermeintlichem Triumphalismus die dekadenzkritische Tendenz seines Buchs ignorieren und Fukuyama sogar euphorische Affirmation des Kapitalismus unterstellen, obwohl sein Buch von diversen trostlosen Einschätzungen, gesellschafts- und zivilisationskritischen Motiven durchzogen ist.[8]
- Traditionale tribale Kulturen und religiöse Fundamentalismen sind viel widerständiger, es kommt statt zur kapitalistisch-demokratischen Angleichung zum Kampf der Kulturen. Samuel P. Huntington hat mit seinem gleichnamigen Buch eine ausdrückliche Entgegnung auf Fukuyama geschrieben – der temporäre Konflikt der Ideologien weicht wieder dem älteren der Zivilisationen. Dieser äußert sich wiederum nicht in klassischen Kriegen, sondern in asymmetrischen Auseinandersetzungen (Terrorismus). Fukuyama selbst hat später eingeräumt, dass vor allem der radikale Islam einen weitaus stärkeren Widerpart zur westlichen Welt darstelle, als es die These angenommen habe.[9]
- Fukuyama verkläre (bewusst) den Kapitalismus zur quasireligiösen Heilslehre christlicher Prägung, attestiert wiederum Derrida. Die Thesen gingen von einer Zwangsläufigkeit im historischen Ablauf aus, was von all jenen Personen abgelehnt wird, die etwa im Geiste von Karl Popper dem Menschen die Freiheit zugestehen, Geschichte nach eigenem Willen zu gestalten. Nach dieser Vorstellung sei es unmöglich, kommende geschichtliche Entwicklungen vorherzusagen – daher sei auch das Ausrufen des „Endes der Geschichte“ verfehlt.
- Robert Kagan kritisierte Fukuyamas These in seinem 2008 veröffentlichten Buch The Return of History and the End of Dreams. In dem Buch argumentierte Kagan, dass autoritäre Staaten wie Russland und China nach wie vor die liberale Demokratie als Staatsform anzweifeln und damit aus seiner Sicht die größte Herausforderung für den Erfolg des weltweiten Liberalismus seien.[10][11][12] Weiterhin vertritt Kagan die Ansicht, dass der Erfolg vom Liberalismus und Demokratie in der zweiten Hälfte des 20. Jahrhunderts – anders als von Fukuyama behauptet – keine zwingende historische Entwicklung war, sondern vor allem auf Grund der führenden Rolle der USA in der Weltpolitik und ihrer militärischen Macht zustande kam. Daher ist er auch der Meinung, dass eine weniger dominante Rolle Amerikas in der Welt, unweigerlich zu mehr Diktaturen und eine Zunahme von autoritären Staaten führen würde. Welches laut Kagan auch die Ursache für die Rückgang der demokratischen Staaten seit Anfang des 21. Jahrhunderts ist.[13] Das Wiedererstarken autoritärer Staatengebilde wie China oder Russland widerlegt zentrale Argumente Fukuyamas. Fukuyama selbst räumte 2016 im ZEIT-Interview ein, dass insbesondere China, welches eine Modernisierung ohne Demokratie bewerkstelligt, für seine These eine Herausforderung darstellt. Kagan widerspricht zudem der Ansicht Fukuyamas, dass die menschliche Natur unweigerlich zu Liberalismus und Demokratie führen würde. Kagans Meinung nach führe die Natur des Menschen ihn häufig lediglich dazu, Rechte und Anerkennung für sich selbst und Angehörige seiner ethnischen Gruppen einzufordern, aber diese Rechte nicht zwangsläufig auch für andere Gruppen zuzubilligen. Menschen nehmen laut Kagan die Unterdrückung anderer ethnischer Gruppen hin. Als Beispiel führt Kagan die Abschaffung der Sklaverei und Rassentrennung im Süden der USA an, welche seiner Auffassung nach nur durch den Bürgerkrieg und politischen Druck des Nordens zustande kam. Der Süden hätte die beiden Praktiken nie von selbst abgeschafft, so Kagan.[14]
- Fukuyama schreibt in Our Posthuman Future, dass das Ende der Geschichte auch das Ende von Natur- und Geisteswissenschaften bedeutete, der Abschluss technologischer Erfindungen. Dies ist aber gegenwärtig weder absehbar noch strukturell beschreibbar.
- Ungelöst bleiben auch nach dem von Fukuyama entworfenen Ende der Geschichte Fragen der Erkenntnistheorie oder der Dynamik von Liebesbeziehungen. Letzteres nennt er zwar, ohne dem aber weiter nachzugehen.
- Fukuyama beschreibt, was für ein fragiles, hochartifizielles Gebilde die liberale Demokratie ist. Der Kreislauf von Leben und Tod bringt es aber mit sich, dass immer wieder Errungenschaften verloren gehen, kumulatives Wissen auf nichtkumulative Lebenszyklen trifft – jeder neugeborene Mensch muss wieder erneut die Regeln von Demokratie und Marktwirtschaft lernen, entsprechend instabil bleibt das Ganze.
- 2016 betonte Fukuyama im Gespräch mit Michael Thumann und Thomas Assheuer das schon in seinem Buch angerissene Problem, dass die moderne liberale Demokratie ein grundsätzliches Problem hat: Sie bietet wirtschaftlichen Erfolg und Sicherheit, aber sie stiftet weder Stolz noch Gemeinschaft und Identität. Diese werden von Religionen und Ethnien viel stärker hervorgebracht und bilden daher eine weltanschauliche Alternative, die den Menschen ein tiefes Bedürfnis ist.[7]
- 2019 konstatierte der republikanische US-Senator Ben Sasse, das Ende der Geschichte sei bereits aufgrund geopolitischer Machtverschiebungen zu einem Ende gekommen.[15]
- Im Zuge verschärfter sozialer Ungleichheit in der COVID-19-Pandemie und der Klimakrise plädierten Intellektuelle für eine Abwendung vom Narrativ des Endes der Geschichte.[16][17] Dies soll laut Bini Adamczak zur Schaffung neuer Utopien beitragen.[18]

### Primärliteratur
- Francis Fukuyama: The End of History and the Last Man. Free Press, New York 1992, ISBN 0-02-910975-2.
  - Das Ende der Geschichte. Hoffmann und Campe, Hamburg 2022, ISBN 978-3-455-01495-2.
- Mathilde Fasting (Hrsg.): After the End of History: Conversations with Francis Fukuyama. Georgetown University Press, Washington, D. C. 2021, ISBN 978-1-64712-086-3.
- Francis Fukuyama. The end of history. By Way of an Introduction. In: Ders. The end of history. 1992.

### Sekundärliteratur
- Francis Fukuyama: Identity: The Demand for Dignity and the Politics of Resentment. Profile Books Ltd, London 2018, ISBN 978-1-78125-980-1.
  - Identität. Wie der Verlust der Würde unsere Demokratie gefährdet. Hamburg: Hoffmann und Campe 2019, ISBN 978-3-455-00528-8.

- Francis Fukuyama: Liberalism and Its Discontents. Profile Books Ltd, London 2022, ISBN 978-1-80081-008-2.
  - Der Liberalismus und seine Feinde. Hamburg: Hoffmann und Campe 2022, ISBN  978-3-455-01493-8.

- Rudolf Burger: Man lache nicht über Fukuyama, in: Leviathan, Jg. 18, Heft 4, 1990, S. 453–461.

- Hans von Fabeck: Jenseits der Geschichte: Zur Dialektik des Posthistoire. Paderborn 2007, ISBN 978-3-7705-4444-8.

- Stefan Jordan: Francis Fukuyama und das „Ende der Geschichte“. In: Zeithistorische Forschungen/Studies in Contemporary History 6 (2009), S. 159–163.

- Gabriel Vargas Lozano: Ende der Geschichte, in: Historisch-kritisches Wörterbuch des Marxismus, Bd. 3, Argument-Verlag, Hamburg, 1997, Sp. 330–346.

- Lutz Niethammer: Posthistoire. Ist die Geschichte zu Ende? Reinbek bei Hamburg 1989, ISBN 3-499-55504-2.

- Christian Rother: Vom Fortgang der Geschichte nach ihrem Ende. Zu Francis Fukuyamas "Das Ende der Geschichte". in: Kontroversen in der Philosophie, Heft 4, Februar 1993, 73–78. ISSN 1019-7796.

- Volker Steenblock: Das ‚Ende der Geschichte‘. Zur Karriere von Begriff und Denkvorstellung im 20. Jahrhundert. In: Archiv für Begriffsgeschichte 37 (1994), S. 333–351. JSTOR:24363051